# 西潟訥
西潟 訥（にしかた とつ /  おそし / いたる、1838年（天保9年） - 1915年（大正4年）4月22日）は明治時代の日本の裁判官、文部官僚。旧名を冬蔵といい、明治初年には八雲（やぐも）とも称した。

## 来歴
天保9年（1838年）、越後国蒲原郡臼井村の医家に生まれる。幼名を小林敏之助といい、父・小林左内は和泉村の名主を勤めた。父に従って漢学を修めたのち、早くから家を出て四方を遊歴。明治元年（1868年）、戊辰戦争が起こると有志を集めて北辰隊に参加し、一番小隊司令官となった。北辰隊は同年7月に遠藤七郎が組織した農兵隊で、前原一誠・奥平謙輔率いる長州干城隊のもと新政府軍に加わった。またこの頃、姓を西潟に改め、八雲（やぐも）と名乗っている。11月、佐渡民政方となった奥平のもとで聴訟改革御用掛を命じられ、真野山で見つかった順徳上皇玉冠を朝納するため翌明治2年（1869年）2月に京都にのぼったのち、4月に越後府雇（聴訟方勤・佐渡県兼勤）となった。7月に佐渡県が独立すると北辰隊員は相次いで帰国したが、西潟は除隊となって新都東京に向かい、壬生基修らの引き立てにより同年11月に東京府権大属に就任。明治4年（1871年）9月まで東京府に勤務した。
明治4年10月、文部省八等出仕となり、12月には学制取調掛を命じられた。文部入省に先立って参議大隈重信に提出したとされる建白書が、学制成文や文部卿大木喬任の手元に遺された学制実施順序を記した文書と共通する内容であることから、西潟は学制の有力起草者の一人とも目されている。翌年2月に文部省七等出仕（学務課・受付課受持）、6月に文部省六等出仕に進み、学制制定後の10月、文部少丞に就任。明治6年（1873年）9月から第六第七大学区に派遣されて学制実施の状況調査と現地指導に当たった。同年11月には中督学に就任。第六第七大学区督学事務取扱を命じられ、翌明治7年（1874年）4月に各大学区督学局が一局に合併された後も督学事務取扱を務めたが、9月に免官となった。
その後裁判官に転じ、明治8年（1875年）5月、六等判事に就任（明治10年6月、判事に更任）。東京上等裁判所に勤務した。明治17年（1884年）12月に一度非職となったものの、明治20年（1887年）5月には宮城控訴院評定官として復職。明治23年（1890年）10月からは宮城控訴院部長を務め、明治31年（1898年）11月に大審院判事に転じた上で休職を命じられた。
大正4年（1915年）4月22日、享年78で死去。漢籍・職務関係の写本類などの旧蔵資料を新潟県立図書館が所蔵する。国語学者の大矢透は外甥にあたる。

## 栄典
- 1873年（明治6年）2月15日 - 正六位[17]
- 1874年（明治7年）9月30日 - 位記返上[18]
- 1875年（明治8年）9月20日 - 従六位[19]
- 1882年（明治15年）11月25日 - 正六位[20]
- 1882年（明治15年）12月29日 - 勲五等双光旭日章[21]
- 1889年（明治22年）12月14日 - 従五位[22]
- 1890年（明治23年）6月30日 - 勲四等瑞宝章[23]
- 1894年（明治27年）12月28日 - 正五位[24]
- 1898年（明治31年）6月28日 - 勲三等瑞宝章[25]
- 1898年（明治31年）12月10日 - 従四位[26]

## 著作
- 「隆政録」「献策書」（新潟県立図書館所蔵西潟文庫）
  - 今泉鐸次郎ほか編 『越佐叢書 第9巻』 野島出版、1976年7月
- 「天下ノ大計ハ先ヅ学校ヲ設ルニアルノ説」（早稲田大学図書館所蔵大隈文書）
  - 尾形裕康著 『学制成立史の研究』 校倉書房、1973年3月
  - 伊藤彌彦著 『未完成の維新革命 : 学校・社会・宗教』 萌書房、2011年3月、ISBN 9784860650575、65-67頁
- 第六第七大学区巡視功程（『文部省雑誌』明治6年第7号、1873年11月[27]）
  - 『文部省雑誌』明治7年第1号、1874年1月
  - 吉野作造編輯代表 『明治文化全集 第十八巻 雑誌篇』 日本評論社、1928年12月 ／ 明治文化研究会編 『明治文化全集 第五巻 雑誌篇』 日本評論新社、1955年12月 ／ 明治文化研究会編 『明治文化全集 第十九巻 雑誌篇』 日本評論社、1992年7月、ISBN 4535042594
  - 佐藤秀夫編 『明治前期文部省刊行誌集成 第六巻』 歴史文献、1981年1月
  - 山住正己校注 『日本近代思想大系 6 教育の体系』 岩波書店、1990年1月、ISBN 4002300064
- 「華士卒三族ニ一時世禄ヲ給与スルノ説」（国立公文書館所蔵 「上書建白書・諸建白書（一）・明治七年一月〜明治七年四月」）
  - 牧原憲夫編 『明治建白書集成 第三巻 明治七年一月〜明治七年九月』 筑摩書房、1986年10月、ISBN 4480354034

## 関連文献
- 谷久弥 「人物を中心とした新潟県教育郷土史」（文部省大臣官房編 『文部時報』第1127号、1971年5月）
  - 文部省大臣官房調査統計課編 『人物を中心とした 教育郷土史』 ぎょうせい、1972年9月
- 谷久弥 「西潟訥」（新潟日報事業社編 『新潟県大百科事典 下巻』 新潟日報事業社、1977年1月）
- 和田右苗 「西潟訥」（野島出版編集部編 『新潟県県民百科事典』 野島出版、1977年10月）
- 「西潟訥」（日本歴史学会編 『明治維新人名辞典』 吉川弘文館、1981年9月、ISBN 4642031146）
- 唐沢富太郎 「西潟訥 : 新潟県教育の開眼者」（唐沢富太郎編著 『図説 教育人物事典 : 日本教育史のなかの教育者群像 下巻』 ぎょうせい、1984年7月）